# Радио и телевидение Республики Сербской
«Радио и телевидение Республики Сербской» или РТРС (серб. Радио-телевизија Републике Српске) — вещательная организация в Республике Сербской.

## Телеканалы и радиостанции
В рамках РТРС действуют:
- Телевидение Республики Сербской (Телевизија Републике Српске, Televizija Republike Srpske)
- Радио Республики Сербской (Радио Републике Српске, Radio Republike Srpske)

Сигнал РТРС покрывает всю Боснию и Герцеговину и части соседних стран Сербии, Черногории и Хорватии.
22 марта 2015 года был запущен второй телеканал РТРС Плус.

### Структура телевидения
В структуре Телевидения Республики Сербской действуют четыре редакции:
- редакция информационно-политических передач
- редакция развлекательных и спортивных передач
- редакция фильмов и документальных передач
- редакция культурно-образовательных, детских и молодёжных передач

### Собственная продукция
- Голая жизнь[серб.] — телесериал
- Почти жизнь[серб.] — телесериал
- То тёплое лето[серб.] — телесериал
- Дневник РТРС (Новости РТРС) — информационная программа
- Вијести (Вести) — информационная программа
- Српска данас (Сербская Сегодня) — информационная программа
- Панорама Источног Сарајева (Панорама Источно-Сараево)
- Хроника Поткозарја (Хроника Подкозарья)
- Хроника Херцеговине (Хроника Герцеговины)
- Портал — информационная программа
- Преглед недјеље (Воскресный обзор)
- У фокусу (В фокусе)
- Печат (Печать)
- Пресинг (Прессинг)
- Мисија (Миссия) — документальная программа о солдатах и командирах Вооружённых сил Республики Сербской[1]
- Некад било (Когда-то было)
- Јутарњи програм (Утренняя программа)
- 7 у 1 (7 в 1) — развлекательная программа
- Ах, та планета! (Ах, та планета!) — развлекательная программа
- Сноп (Сноп) — новости сельского хозяйства
- 100 лица, једна прича (100 лиц, одна история)
- За друга (Задруга / За друга)
- Актуелно РТРС (Актуально РТРС)
- ОдговорНо1 (Ответ-Но[мер]1 / Соответственно1)
- Ријеч вјере (Слово вере)
- Огњишта (Очаг)
- Бањалучка панорама (Баня-Лукская панорама)
- Квадрат на знање (Квадрат знаний) — образовательная программа
- Без пардона[серб.] — скетч-шоу

## История
РТРС начало вещание 19 апреля 1992 года, во время войны в Боснии и Герцеговине, когда в эфире был показан первый выпуск новостей из банялукской студии новостей «Канал С». С начала своей деятельность и вплоть до 1999 года агентство работало под названием «Сербское радио и телевидение» (серб. Српска радио-телевизија). Затем оно получило современное название.